# ألان فاغنر (لاعب غولف)
ألان فاغنر (بالإسبانية: Alan Wagner)‏ هو لاعب غولف أرجنتيني، ولد في 8 أغسطس 1989 في بوينس آيرس في الأرجنتين.

## وصلات خارجية
- ألان فاغنر على موقع رابطة لاعبي الغولف المحترفين (الإنجليزية)
- ألان فاغنر على موقع رابطة أوروبا للاعبي الغولف المحترفين (الإنجليزية)
- ألان فاغنر على موقع التصنيف العالمي الرسمي للغولف (الإنجليزية)